# Pehr Victor Edman
Pehr Victor Edman (14 de abril de 1916 - 19 de março de 1977) foi um bioquímico sueco. Desenvolveu um método para a sequenciamento de proteínas, a degradação de Edman.

## Juventude
Edman nasceu em Estocolmo, Suécia. Em 1935 começou a estudar medicina no Karolinska Institutet, onde se interessou por pesquisa básica e se formou em medicina em 1938. Sua pesquisa foi interrompida com a eclosão da Segunda Guerra Mundial, onde foi convocado para servir no exército sueco. Ele voltou para o Karolinska Institutet, onde obteve seu doutorado sob orientação do Professor Erik Jorpes em 1946.

## Desenvolvendo a Degradação de Edman
Na época em que Edman começou a trabalhar com a angiotensina, estava apenas sendo reconhecido que as proteínas são entidades distintas com massa molecular, carga elétrica e estrutura definidas. Isso inspirou Edman a desenvolver um método que poderia ser usado para determinar a sequência de aminoácidos na proteína. Em 1947, ele recebeu uma bolsa de viagem para ir ao Rockefeller Institute of Medical Research. Quando ele retornou à Suécia em 1950 para ser um professor assistente na Universidade de Lund, ele publicou seu primeiro artigo usando o método mais tarde conhecido como degradação de Edman, para determinar a sequência de uma proteína. Até a morte, ele continuou a trabalhar para melhorar o método para poder determinar trechos mais longos com quantidades menores de amostra.

## Carreira
Em 1957 ele se mudou para a Austrália para ser o diretor da Escola de Pesquisa Médica de St. Vincent. Em 1967, ele desenvolveu com sucesso um sequenciador de proteínas automatizado, com seu assistente Geoffrey Begg.
Em 1972 mudou-se para o Instituto Max Planck de Bioquímica, Martinsried, perto de Munique. Ele trabalhou com sua segunda esposa, Agnes Henschen, e ela usou o método de Edman para sequenciar o fibrinogênio.

Em 1977, Edman morreu de um tumor no cérebro após um curto coma.